# Unitarian Universalist Association

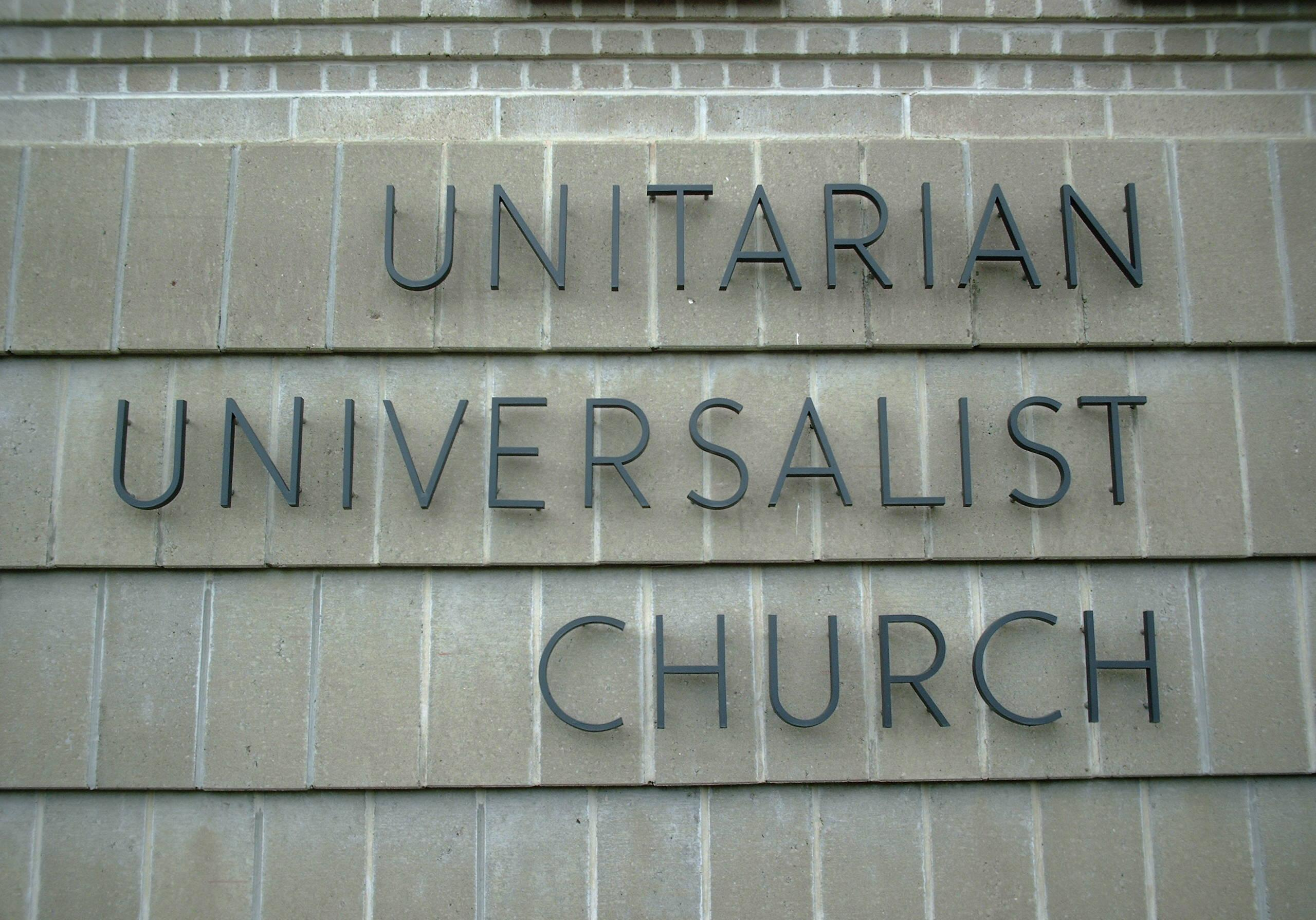
Schriftzug am Gebäude einer UUA-Gemeinde

Die Unitarian Universalist Association (UUA, deutsch: Unitarische Universalistische Vereinigung) ist eine liberale Religionsgemeinschaft in den Vereinigten Staaten, die 1961 aus dem Zusammenschluss der American Unitarian Association und der Universalist Church of America entstanden ist. Sitz der UUA ist an der Beacon Street in Boston, Massachusetts. Die UUA besteht aus 20 Distrikten, 1.042 Gemeinden und 157.920 Mitgliedern und 1.623 Predigern. Gegenwärtige Präsidentin der UUA ist seit 2017 Susan Frederick-Gray.
Die Unitarian Universalist Association ist Mitglied in der International Council of Unitarians and Universalists.

## Geschichte
Die nordamerikanischen Unitarier-Universalisten entstanden 1961 aus der Fusion der nordamerikanischen Unitarier mit den Universalisten. Gespräche über eine Union beider Kirchen gab es bereits Ende des 19. Jahrhunderts. Die beiden Kirchen standen sich vor allem in ihrer liberalen Positionierung nahe. Auch wenn sich die nordamerikanischen Unitarier-Universalisten heute nicht mehr als ausdrücklich christlich verstehen, wurden sowohl die nordamerikanischen Unitarier als auch die Universalisten im 19. Jahrhundert als genuin christliche Kirchen gegründet. Beide Kirchen entstanden im Umfeld des nordamerikanischen Protestantismus. Sie waren geprägt vom Gedanken der Aufklärung als auch von Einflüssen aus dem Pietismus, Puritanismus und der Täuferbewegung. Die erste universalistische Gemeinde in Nordamerika wurde 1779 in Gloucester in Massachusetts gegründet. Die erste unitarische Gemeinde folgte 1786, indem sich die zuvor anglikanische Gemeinde der King’s Chapel in Boston mehrheitlich in Zurückweisung der Vorstellung der Trinität dem Unitarismus zuwandte. 1802 wurde auch die erste von den Pilgervätern in Amerika gegründete puritanische Gemeinde der First Parish Church in Plymouth unitarisch. 1825 wurde schließlich die American Unitarian Association als Dachverband der nordamerikanischen Unitarier gegründet. 1866 wurde die Universalist General Convention als Dachverband der nordamerikanischen Universalisten gegründet. Letztere benannte sich 1942 in Universalist Church in America um.
Traditionell stehen die Unitarier theologisch für die Zurückweisung der Vorstellung einer Dreieinigkeit Gottes; sie sehen Gott als eine und nicht als drei Personen (daher unitas ≈ ein Gott). Der Universalismus steht für die Allaussöhnung (Apokatastasis) und lehnte entsprechend Vorstellungen einer ewigen Verdammnis des Menschen ab. Unter dem Einfluss des Transzendentalismus öffneten sich Unitarier und Universalisten jedoch ab Ende des 19. Jh. sukzessive auch für andere religiöse Auffassungen, ohne jedoch die christliche Basis völlig zu verlassen. Die US-amerikanischen Unitarier-Universalisten können in diesem Sinne heute als synkretistisch verstanden werden. Um die Christen unter den nordamerikanischen Unitarier-Universalisten zu betreuen, gründete sich bereits 1945 die Unitarian Universalist Christian Fellowship (UUCF). Für die Sammlung unitarisch-universalistischer Buddhisten gründete sich zu Beginn der 1990er Jahre die Universalist Buddhist Fellowship (UUBF). Beide wirken innerhalb der Unitarian Universalist Association (UUA). Außerhalb der UUA haben sich in den letzten Jahren Gemeinschaften wie die Christian Universalist Association (CUA), die Unitarian Christian Conference USA (UCC) und die Unitarian Christian Church of America (UCCA) gegründet, die die christliche Grundlage des Universalismus bzw. des Unitarismus wieder stärker betonen. Bis 2002 wurden auch die unitarisch-universalistischen Gemeinden in Kanada von der UUA betreut; inzwischen wurde diese Aufgabe gänzlich vom Canadian Unitarian Council (CUC) übernommen.

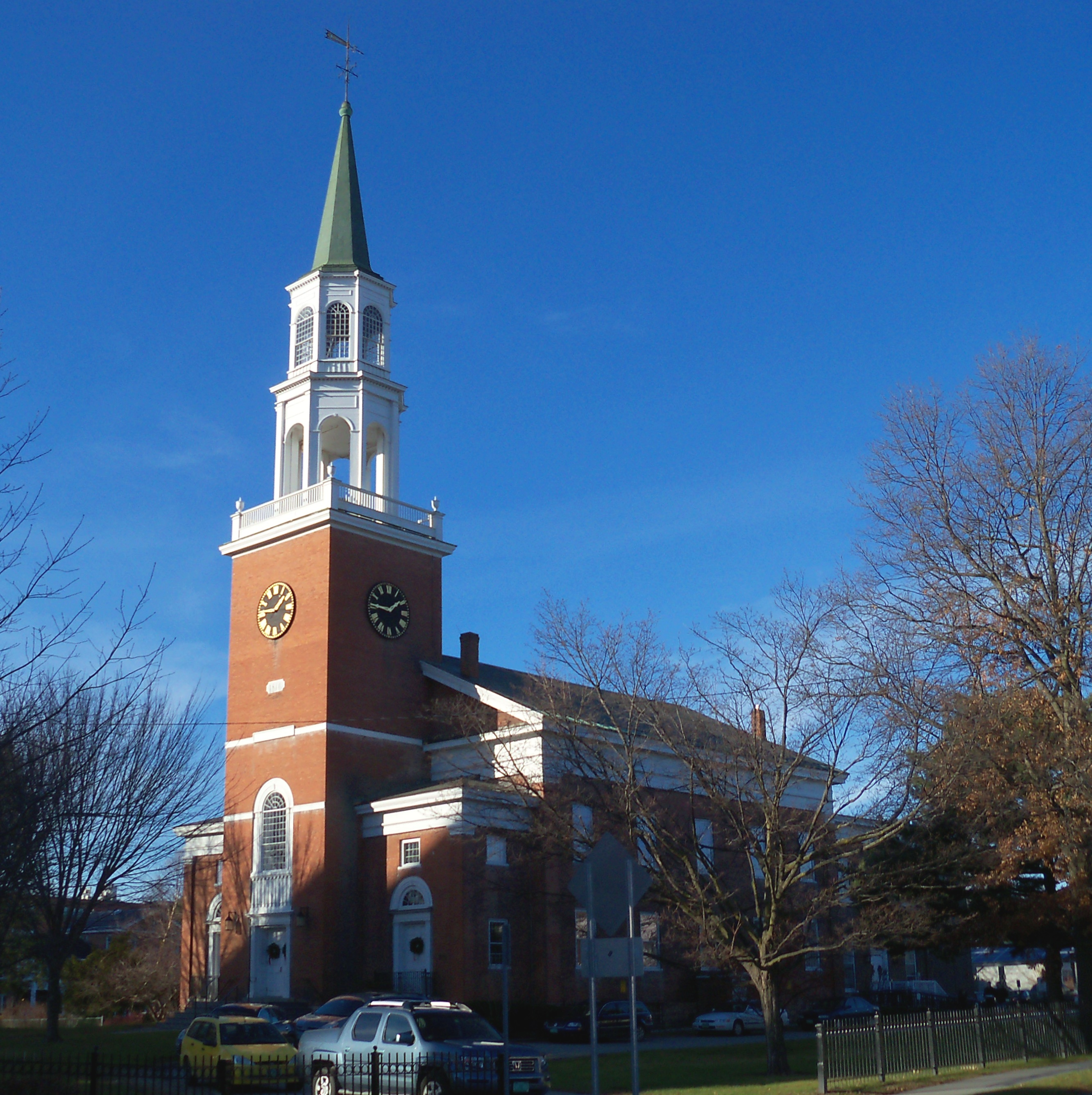
Unitarische Kirche in Burlington (Kirchengebäude der First Unitarian Universalist Society Burlington)

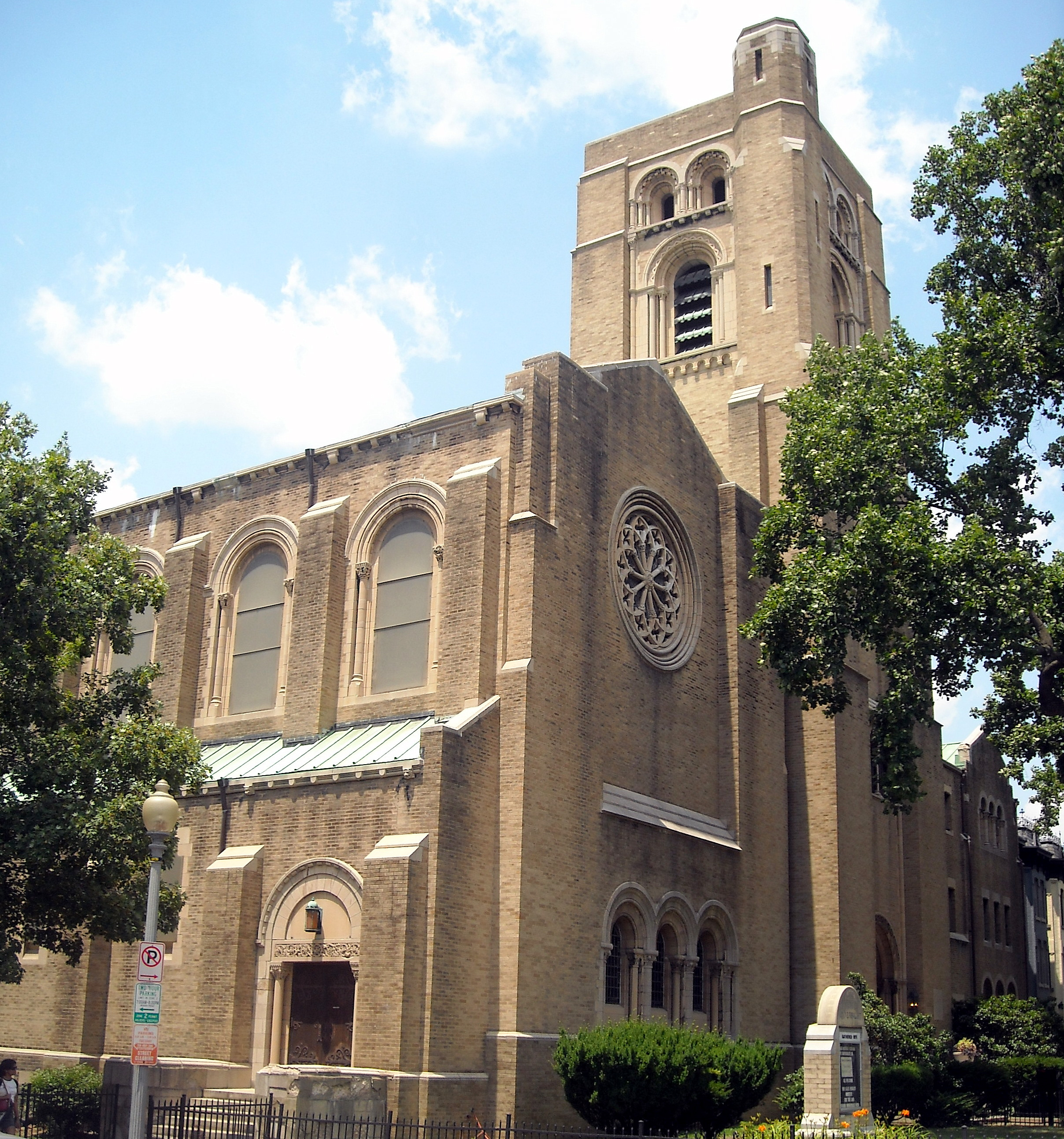
Universalist National Memorial Church in Washington DC

In den 1990er Jahren hat die UUA ein Welcoming Congregation Program (deutsch Einladende-Gemeinde-Programm) initiiert, um öffentlich auszudrücken, dass auch Homosexuelle, Bisexuelle und Transgender (LGBT) in den Gemeinden der UUA willkommen sind.

## Grundsätze
Die UUA hat keine für ihre Mitglieder verbindliche und zentrale Glaubensaussage. Ihre Mitglieder sind in diesem Sinne frei, ihren eigenen spirituellen und religiösen Weg zu gehen. Dennoch hat sich auch die UUA unter dem Namen Principles and Purposes (deutsch Grundsätze und Zwecke) ein Programm gegeben, das zentrale Aspekte des unitarisch-universalistischen Glaubensverständnisses wiedergeben und ausdrücklich auch Mitglieder mit nicht-christlichen Vorstellungen ansprechen soll. Zentrale Punkte sind beispielsweise die angeborene Würde des Menschen, das Eintreten für Frieden, Freiheit und Gerechtigkeit, die gegenseitige Akzeptanz und die Unterstützung für spirituelles Wachstum sowie das Einstehen für eine freie und verantwortliche Suche nach Wahrheit und Sinn. Die Ablehnung der Dreieinigkeit findet sich dort nicht mehr.

## Präsidenten der UUA
- Dana McLean Greeley 	1961
- Robert West 	 1969
- Paul Carnes 	 1977
- Eugene Pickett 	1979
- William Schulz 	1985
- John Buehrens 	1993
- William Sinkford 	2001
- Peter Morales 2009
- Susan Frederick-Gray 2017